# Kimberly Kane
Kimberly Kane (Tacoma, Washington, 1983. augusztus 28. –) amerikai pornószínésznő.

## Élete és pályafutása
A felnőtt szórakoztatóiparban nőtt fel, van egy lány testvére, egy féltestvére. Első munkájaként egy mexikói étteremben dolgozott mint hostess. Los Angelesbe költözött, hogy karrierjét felnőtt filmekben folytassa. Elsőnek 2003 augusztusában szerepelt felnőtt filmben. 2006-tól rendezőként is kipróbálta magát. 2009-ben AVN-díjas lett legjobb színésznőnek járó díjat kapta.  2010-ben a legjobb női előadó díját nyerte. A 2010-es Maxim magazinban a 12 legjobb női pornósztár között volt.

## Válogatott filmográfia
| - 2013 Facesitting Tales - 2013 This Ain't Die Hard XXX - 2013 White Mommas 4 - 2013 Orgy University - 2012 Jessica Drake's Guide to Wicked Sex: Anal Play for Men - 2012 Breaking Bad XXX - 2012 This Ain't the Expendables XXX - 2012 Couples Seeking Teens 10 - 2012 Diary of Love - 2012 Allie Haze's Been Blackmaled - 2012 Official the Hangover Parody - 2012 Bobbi Starr's Gape Gang | - 2012 Spit - 2012 Kiss Me, Lick Me, Fuck Me - 2012 Milk Nymphos 3 - 2012 Star Wars XXX: A Porn Parody - 2012 Occupy My Ass - 2011 Vicarious: So Close You Can Taste It - 2011 Love Is a... Dangerous Game - 2011 Horizon - 2011 Bobbi's World - 2011 Official Hogan Knows Best Parody - 2011 Elastic Assholes 9 - 2011 Spontaneass |